# Vincent Enyeama
Vincent Enyeama (ur. 29 sierpnia 1982 w Aba) – nigeryjski piłkarz grający na pozycji bramkarza.

## Kariera klubowa
Enyeama pochodzi z miasta Aba. Piłkarską karierę zaczynał w klubie Ibom Stars. Do pierwszego składu tego zespołu trafił w 1999 roku w wieku 17 lat. Na szczeblu drugoligowym rozegrał przez 2 sezony kilka meczów. W 2001 roku przeniósł się do jednego z najbardziej utytułowanych klubów w Nigerii, Enyimba FC. Z miejsca stał się pierwszym bramkarzem klubu i oprócz bramkarskiego talentu ujawnił również swoje umiejętności wykonywania rzutów karnych. Zdobył 4 bramki w Premier League w 28 meczach. Drużyna Enyimba sezon zasadniczy zakończyła na 2. miejscu w tabeli, a w mistrzowskiej fazie wygrała wszystkie mecze, także przy dużym udziale Vincenta i została mistrzem Nigerii. Był to wówczas początek dominacji zespołu z Aby w lidze. Sezon 2002 to kolejne 4 gole ligowe Enyeamy w 32 meczach, które przyczyniły się do drugiego z rzędu tytułu mistrza kraju. Wystąpił także ze swoim klubem w Afrykańskiej Lidze Mistrzów. Odpadli oni jednak w drugiej rundzie z ASEC Mimosas. Już wtedy zaczęto Enyeamę uznawać go za najlepszego nigeryjskiego bramkarza i wróżono mu ciekawą przyszłością. W roku 2003 Vincent ponownie znacznie przyczynił się do trzeciego mistrzostwa kraju. Jeszcze lepiej nigeryjskiemu klubowi poszło w Lidze Mistrzów. Enyeama z kolegami doszli aż do finału, a w dwumeczu pokonali egipski Ismaily SC i przeszli do historii jako pierwsza nigeryjska drużyna, która wygrała najważniejsze rozgrywki klubowe w Afryce. Rok 2004 to kolejny rok, w którym Enyeama wywalczył sukcesy. Hegemonię Enyimby przerwał klub Dolphins FC i to on został mistrzem kraju – Enyeama ze swoją drużyną wywalczył wicemistrzostwo. Jednakże w Afryce Enyimba znów nie miała sobie równych i obroniła tytuł najlepszej drużyny Afryki. W drugim finałowym meczu z tunezyjskim Etoile du Sahel (pierwszy zakończył się zwycięstwem Tunezyjczyków 2:1) Enyeama zdobył z rzutu karnego pierwszą bramkę meczu, a wynik po 120 minutach brzmiał 2:1 dla Enyimby. Do rozstrzygnięcia potrzebne były rzuty karne, ale tuż przed nimi Vincenta zmienił specjalista od bronienia jedenastek, Dele Aiyenugba. Ostateczenie nigeryjski zespół wygrał 5:3 i zdobył mistrzowskie trofeum drugi raz z rzędu. W 2005 roku Enyeama niespodziewanie odszedł z zespołu przenosząc się do Iwuanyanwu Nationale z miasta Owerri. Klub ten zajął 3. miejsce w lidze, a mistrzem ponownie została Enyimba, tym razem już bez Vincenta w składzie.

### Liga izraelska
Vincent sezonu 2005 nie dokończył w Nigerii, gdyż latem tamtego roku zmienił otoczenie i w końcu wyjechał na europejskie boiska. Został piłkarzem izraelskiego klubu Bene Jehuda Tel Awiw. Swoją drużynę powiódł do 4. miejsca w Ligat ha’Al gwarantującego start w Pucharze UEFA, a także do finału Pucharu Izraela, w którym jego klub przegrał z Hapoelem Tel Awiw. Latem 2007 przeszedł właśnie do Hapoelu.

### Lille OSC
W lipcu 2011 roku podpisał trzyletni kontrakt z Lille OSC. W sezonie 2013/14 był pierwszym bramkarzem Lille.

## Kariera reprezentacyjna
W 2002 selekcjoner reprezentacji Nigerii Festus Adegboye Onigbinde umieścił na liście Enyeamę wśród 54 piłkarzy kandydujących do wyjazdu na finały Mistrzostwa Świata w 2002. 5 maja tamtego roku Enyeama zadebiutował w sparingu z Kenią rozegranym w ramach przygotowań do MŚ. Zachował czyste konto, a jego rodacy pokonali Kenijczyków 3:0. Dwa tygodnie później zagrał także w sparingu z Jamajką, w którym także nie puścił gola. Dzięki temu został drugim bramkarzem kadry po Ike Shorunmu na finały Mistrzostw Świata. Pierwsze dwa grupowe mecze Nigeryjczycy przegrali – 0:1 z Argentyną oraz 1:2 ze Szwecją i na ostatni mecz z Anglią do bramki wszedł Enyeama. Rozegrał dobre spotkanie i zachował czyste konto. W meczu padł rezultat bezbramkowy, a zawodnik między innymi popisał się ładną interwencją przy silnym strzale Paula Scholesa.
W 2004 roku Enyeama zaliczył swój pierwszy turniej o Puchar Narodów Afryki. Na boiskach Tunezji był pierwszym bramkarzem swojej reprezentacji, z którą doszedł aż do półfinału. Tam jednak jego rodacy odpadli po meczu z gospodarzami i ostatecznie zajęli 3. miejsce zdobywając brązowy medal. Enyeama został wówczas uznany za najlepszego bramkarza tamtego turnieju.
W 2006 roku Enyeama udanie reprezentował swoją drużynę podczas Pucharu Narodów Afryki w Egipcie. Zapamiętany był zwłaszcza ćwierćfinałowy mecz z Tunezją. Po 120 minutach było 1:1 i doszło do serii rzutów karnych. W trzeciej serii Enyeama obronił strzał Adela Chedli. W siódmej serii sam wykorzystał swoją jedenastkę, a w kolejnej sparował uderzenie Riadha Bouazizi i dzięki temu Nigeryjczycy awansowali do półfinału. Tam jednak nie sprostali reprezentacji Wybrzeża Kości Słoniowej, a w meczu o 3. miejsce pokonali 1:0 Senegal i po raz drugi z rzędu zdobyli brązowy medal.

## Statystyki kariery

### Klubowe
| Klub                    | Sezon              | Liga                 | Liga  | Liga   | Puchar Kraju | Puchar Kraju | Europa | Europa | Inne  | Inne   | Suma  | Suma   |
| Klub                    | Sezon              | Liga                 | Mecze | Bramki | Mecze        | Bramki       | Mecze  | Bramki | Mecze | Bramki | Mecze | Bramki |
| ----------------------- | ------------------ | -------------------- | ----- | ------ | ------------ | ------------ | ------ | ------ | ----- | ------ | ----- | ------ |
| Ibom Stars              | 1999               | 2. liga Nigerii      | 20    | 0      |              |              | –      | –      | –     | –      | 20    | 0      |
| Ibom Stars              | 2000               | 2. liga Nigerii      | 36    | 1      |              |              | –      | –      | –     | –      | 36    | 1      |
| Ibom Stars              | Ogólnie            | Ogólnie              | 56    | 1      |              |              | 0      | 0      | 0     | 0      | 56    | 1      |
| Enyimba FC              | 2001               | Premier League (NGA) | 28    | 4      |              |              | –      | –      | –     | –      |       |        |
| Enyimba FC              | 2002               | Premier League (NGA) | 32    | 4      |              |              | –      | –      | –     | –      |       |        |
| Enyimba FC              | 2003               | Premier League (NGA) | 40    | 2      |              |              | –      | –      | –     | –      |       |        |
| Enyimba FC              | 2004               | Premier League (NGA) | 32    | 4      |              |              | –      | –      | –     | –      |       |        |
| Enyimba FC              | Ogólnie            | Ogólnie              | 132   | 14     |              |              | 0      | 0      | 0     | 0      | 132   | 14     |
| Iwuanyanwu Nationale    | 2005               | Premier League (NGA) | 36    | 0      |              |              | –      | –      | –     | –      |       |        |
| Bene Jehuda Tel Awiw    | 2005/06            | Ligat ha’Al          | 26    | 0      |              |              | –      | –      | –     | –      |       |        |
| Bene Jehuda Tel Awiw    | 2006/07            | Ligat ha’Al          | 30    | 0      |              |              | 1      | 0      | –     | –      |       |        |
| Bene Jehuda Tel Awiw    | Ogólnie            | Ogólnie              | 56    | 0      |              |              | 1      | 0      | 0     | 0      | 57    | 0      |
| Hapoel Tel Awiw         | 2007/08            | Ligat ha’Al          | 24    | 0      |              |              | 6      | 0      | –     | –      |       |        |
| Hapoel Tel Awiw         | 2008/09            | Ligat ha’Al          | 31    | 3      |              |              | 6      | 0      | –     | –      |       |        |
| Hapoel Tel Awiw         | 2009/10            | Ligat ha’Al          | 29    | 5      |              |              | 12     | 1      | –     | –      |       |        |
| Hapoel Tel Awiw         | 2010/11            | Ligat ha’Al          | 29    | 0      |              |              | 10     | 2      | –     | –      |       |        |
| Hapoel Tel Awiw         | Ogólnie            | Ogólnie              | 113   | 8      |              |              | 34     | 3      | 0     | 0      | 147   | 11     |
| Lille                   | 2011/12            | Ligue 1              | 0     | 0      |              |              | 1      | 0      | –     | –      |       |        |
| Maccabi Tel Awiw (wyp.) | 2012/13            | Ligat ha’Al          | 27    | 0      |              |              | –      | –      | –     | –      |       |        |
| Lille                   | 2013/14            | Ligue 1              | 38    | 0      |              |              | –      | –      | –     | –      |       |        |
| Lille                   | 2014/15            | Ligue 1              | 38    | 0      |              |              | 9      | 0      | –     | –      |       |        |
| Lille                   | 2015/16            | Ligue 1              | 35    | 0      |              |              | –      | –      | –     | –      |       |        |
| Lille                   | 2016/17            | Ligue 1              | 32    | 0      |              |              | 2      | 0      | –     | –      |       |        |
| Lille                   | 2017/18            | Ligue 1              | 0     | 0      |              |              | –      | –      | –     | –      |       |        |
| Lille                   | Ogólnie            | Ogólnie              | 143   | 0      |              |              | 11     | 0      | 0     | 0      | 154   | 0      |
| Ogólnie w karierze      | Ogólnie w karierze | Ogólnie w karierze   | 500   | 23     |              |              | 46     | 3      | 0     | 0      | 546   | 26     |

### Reprezentacyjne
| Reprezentacja | Rok     | Występy | Gole |
| ------------- | ------- | ------- | ---- |
| Nigeria       | 2002    | 5       | 0    |
| Nigeria       | 2003    | 4       | 0    |
| Nigeria       | 2004    | 11      | 0    |
| Nigeria       | 2005    | 5       | 0    |
| Nigeria       | 2006    | 8       | 0    |
| Nigeria       | 2007    | 1       | 0    |
| Nigeria       | 2008    | 4       | 0    |
| Nigeria       | 2009    | 7       | 0    |
| Nigeria       | 2010    | 14      | 0    |
| Nigeria       | 2011    | 4       | 0    |
| Nigeria       | 2012    | 6       | 0    |
| Nigeria       | 2013    | 18      | 0    |
| Nigeria       | 2014    | 11      | 0    |
| Nigeria       | 2015    | 2       | 0    |
| Ogólnie       | Ogólnie | 101     | 0    |

## Sukcesy
- Afrykańska Liga Mistrzów: 2003, 2004 z Enyimba FC
- Mistrzostwo Nigerii: 2001, 2002, 2003 z Enyimba FC
- Wicemistrzostwo Nigerii: 2004 z Enyimba FC
- Udział w Mistrzostwach Świata: 2002, 2010
- Brązowy medal Pucharu Narodów Afryki: 2004, 2006

## Ciekawostki
- Enyeama wywodzi się z piłkarskiej rodziny. Jego ojciec grał w drużynie Calabar Rovers, a jego brat, Phillip, ma za sobą występy w lidze francuskiej.
- Jest jednym z niewielu bramkarzy na świecie, który potrafi zdobywać bramki.[1]